# Мариенбург (район Гатчины)
Мариенбу́рг — исторический район города Гатчины (Ленинградская область). Известен с конца XVIII века как поселение в четырёх км от Гатчинской мызы. В советское время носил название посёлок имени Рошаля в честь жившего здесь первого большевистского коменданта Гатчины Семёна Рошаля.
Жаргонное название среди гатчинцев — «Мадрид».
Мариенбург находится на северо-западе города, к западу от железной дороги балтийского направления. Основную территорию района составляет деревянная жилая застройка, за исключением квартала, ограниченного улицами Куприна, 120-й Гатчинской Дивизии, Рысева и Заводской, где преобладает каменная застройка высотой до 5 этажей. Численность населения  — 6000 человек. В районе находится железнодорожный остановочный пункт Мариенбург.

## История
Главные улицы Мариенбурга — Мариенбургская (ныне ул. Рошаля), Средняя (ныне ул. Рысева), Набережная (ныне ул. Игоря Рыбакова) и Крайняя (ныне ул. Кустова) — были проложены ещё в XVIII веке. Название посёлок получил по имени Марии Фёдоровны, супруги Павла I.
В 1877 году генерал-майор Александр Степанович Лавров основал на территории Мариенбурга меднолитейный завод (старейшее гатчинское предприятие) для отливки высококачественных изделий из фосфористой бронзы, изобретателем которой он являлся. Благодаря научным разработкам и исследованиям А. С. Лаврова завод прославился высококачественными отливками для артиллерийских орудий и боеприпасов, изделиями для железных дорог, колоколами для многочисленных православных церквей практически во всех регионах России. В советское время завод А. С. Лаврова был переименован в «Завод им. С. Г. Рошаля», в 1932 г. был перепрофилирован на производство бумагоделательных машин, а в 2000 году преобразован в ОАО «Гатчинский опытный завод бумагоделательного оборудования» (ГОЗБО).
В 1888 году в Мариенбурге была освящена церковь в честь Покрова Пресвятой Богородицы.
В XIX веке в посёлке уже были школа, магазины, аптека, пожарная часть. В 1879 году по ходатайству жителей Мариенбурга на проходящей рядом с посёлком железной дороге были построены платформа и станционное здание (архитектор П. С. Купинский).
Посёлок был освобождён от немецко-фашистских оккупантов 25 января 1944 года.
С 1960-х годов к северо-западу от Мариенбурга, за улицей 120-й Гатчинской Дивизии стали появляться заводы Промзоны № 2 — Электронстандарт-прибор, Гатчинский Хлебокомбинат и др. В 2006 году был подписан договор между Гатчинским молочным заводом и финской фирмой Valio о строительстве совместного молочного завода в Промзоне № 2.

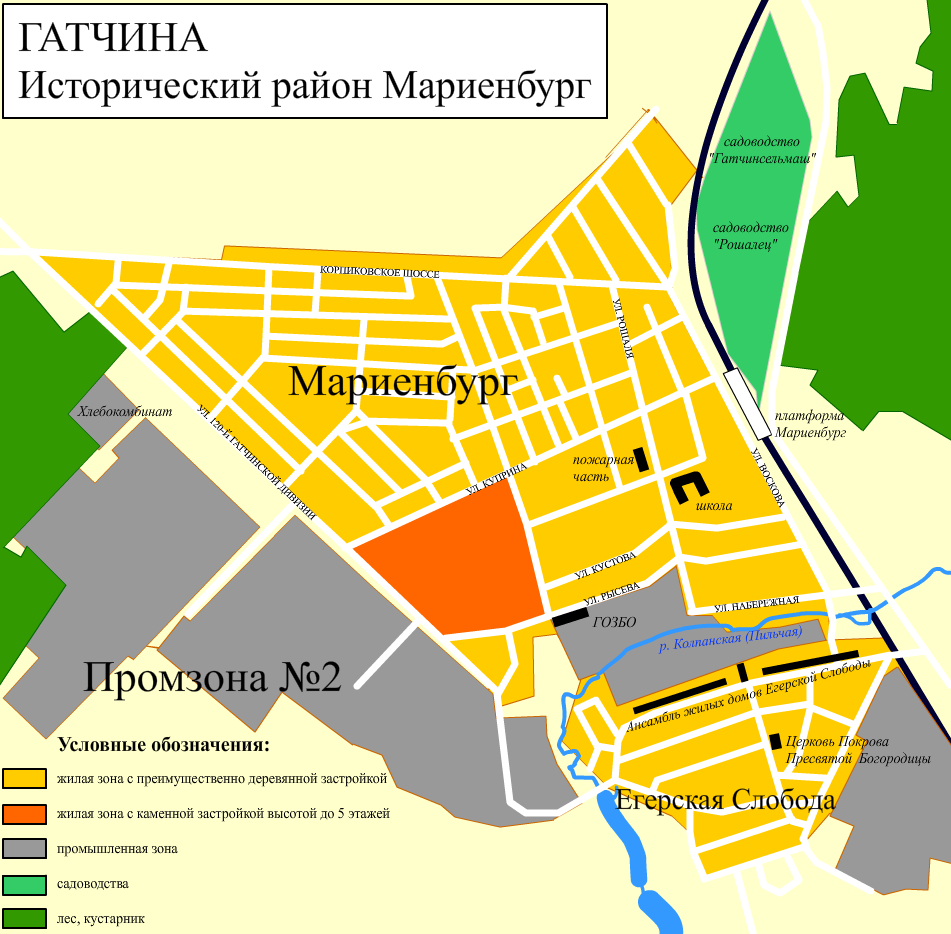
План Мариенбурга, Егерской Слободы и Промзоны № 2
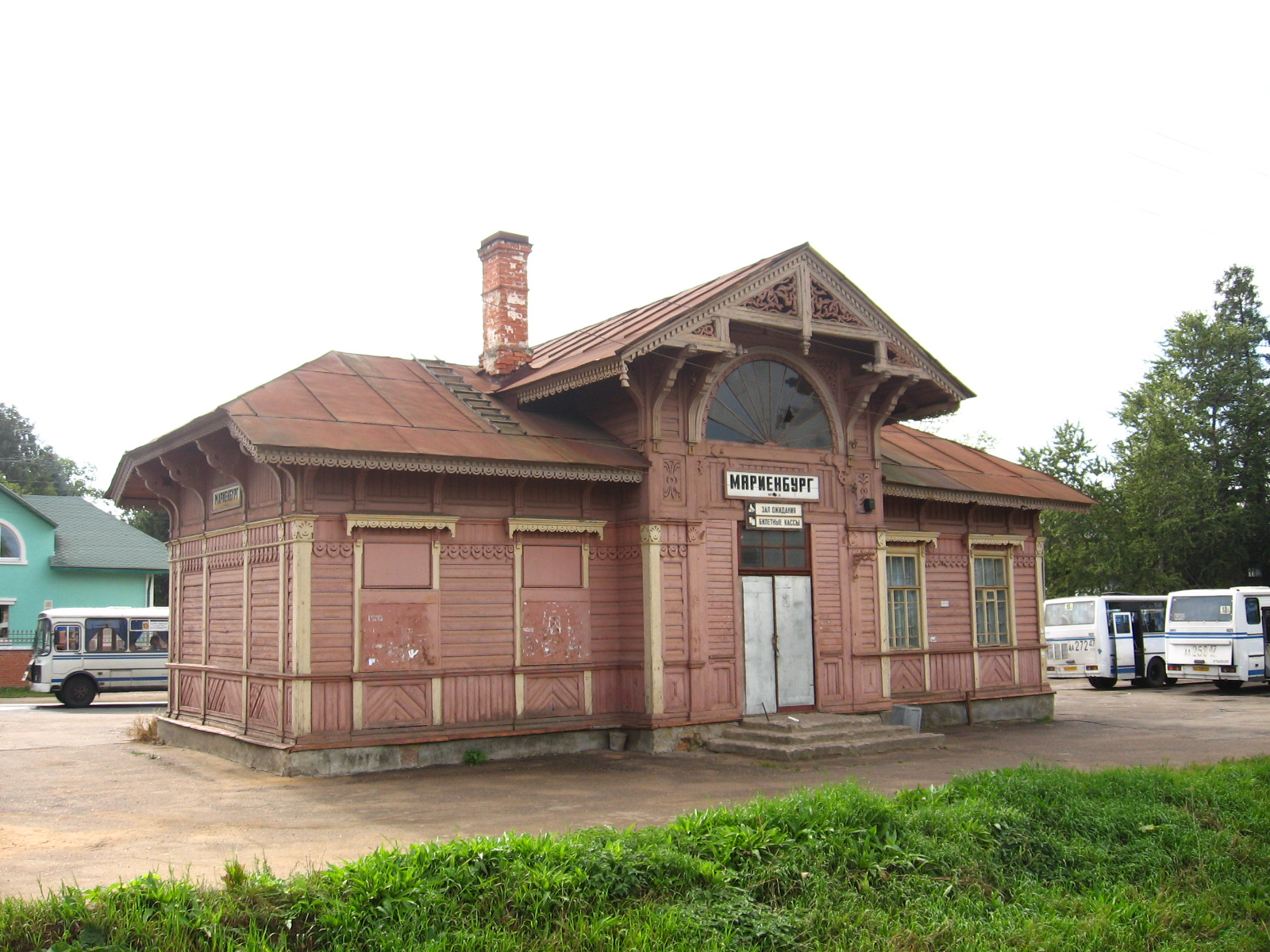
Зал ожидания железнодорожной платформы
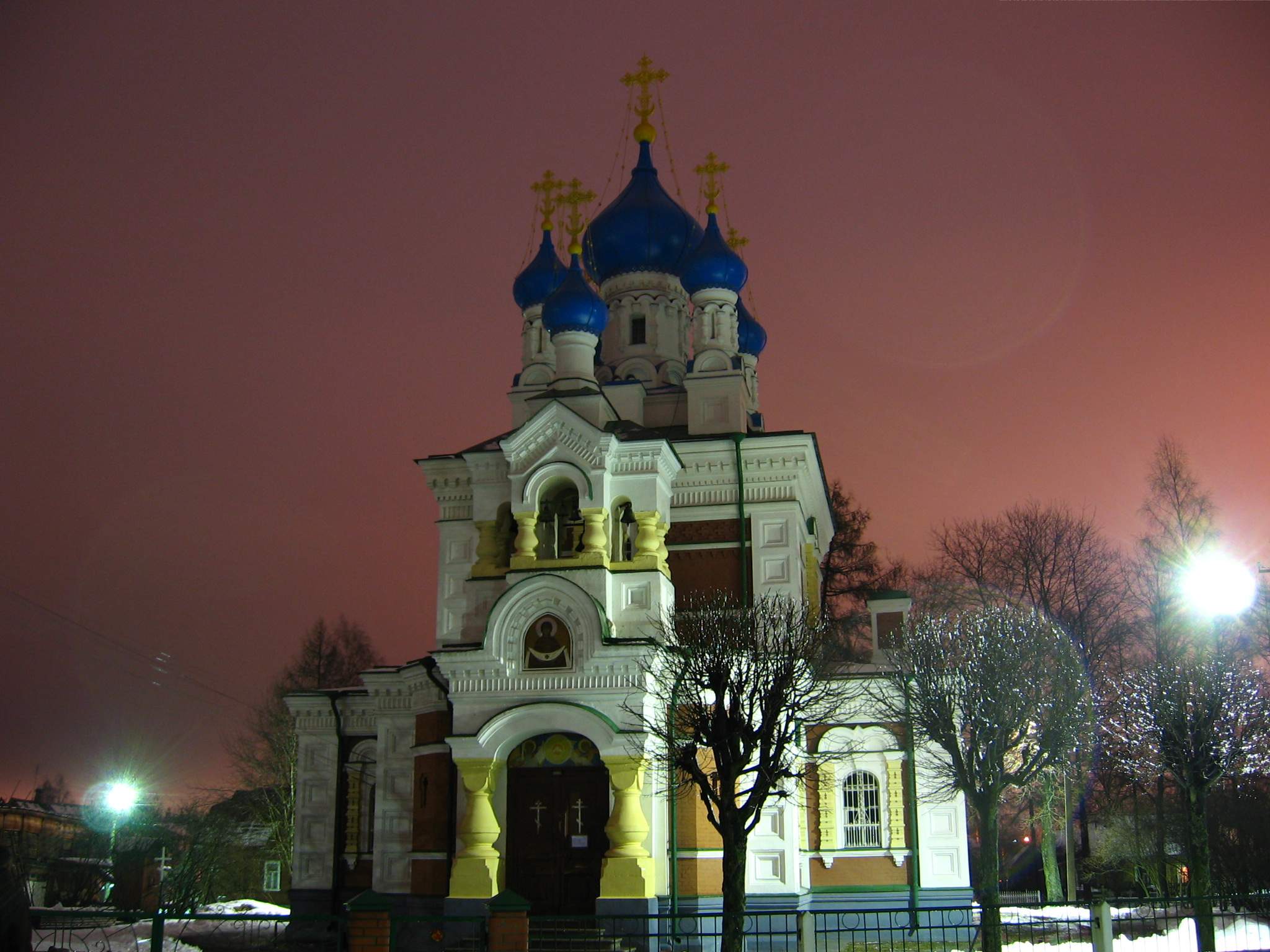
Храм Покрова Пресвятой Богородицы